# Brug 231 (Postjeswetering)
Brug 231 is een vaste brug in Amsterdam Oud-West.
Ze is gelegen in de Hoofdweg. Ze overspant daarbij de Postjeswetering. De brug heeft, nadat de officieuze benaming Postjesbrug per april 2016 door de gemeente was ingetrokken, vooralsnog geen vernoeming gekregen. Amsterdam kent wel een Hoofdbrug, maar die ligt over de Geldersekade in het centrum.
De brug dateert uit de periode rond 1918. De aanleg geschiedde in het beheer van Bouwgrond Exploitatie Maatschappij De Hoofdweg met als architect Hendrik van der Vijgh (1868-1930). Die 30 meter brede Hoofdweg, ook van de tekentafel van Van der Vijgh zou in eerste instantie de verbinding vormen tussen het Surinameplein en de Haarlemmerweg, maar zou uiteindelijk bij het Bos en Lommerplein ophouden. De brug was daarbij meteen in steen uitgevoerd, andere bruggen in de buurt bleven nog enige tijd van hout. Er waren namelijk al plannen om over de Hoofdweg alhier een elektrische tram te laten rijden. De woonblokken in de omgeving van de brug volgden pas later. De brug werd destijds verhoogd aangelegd omdat Amsterdam toen al van plan was het waterpeil van de (toekomstige) grachten hier te verhogen naar het peil in de binnenstad, het zou tot omstreeks 1955 duren. In 1928 werd de brug verstevigd.
Het ontwerp van de nieuwe brug werd daarbij gemaakt door de Dienst der Publieke Werken, maar de architect zelf bleef onbekend. De brug vertoonde kenmerken van de Amsterdamse School. De vier bouwblokken ten noorden van de brug (hoek Hoofdweg en Postjesweg) werden ontworpen door Piet Kramer, een van de vertegenwoordigers van die stijl. De brug had toen drie doorvaarten, maar aangezien de walkanten nog niet verstevigd waren kon van de linker en rechter doorvaart geen gebruik gemaakt worden door scheepvaart. Die walkanten waren wel voor langere tijd het domein van waterratten, waarop ook wel gejaagd werd. Opvallend aan de brug waren de lantaarns. In 1954 werd de brug in twee fases vernieuwd waarbij tram 17 tijdelijk enkelspoor reed. Een foto van september 1959 laat een geheel andere brug zien met een betonnen overspanning, vernieuwde balustrades; de lantaarns werden waarschijnlijk toen ook verwijderd. Door het plaatsen van een bakstenen bolwerk aan de noordwestelijke walkant bleef men binnen de bouwstijl. De natuurstenen blokjes die hier en daar te vinden zijn en het zitje bij de brug waren een van de kenmerken van bruggen van Piet Kramer, maar die had toen de Publieke Werken al verlaten. Zijn opvolgers lieten zich regelmatig inspireren door zijn werk; in dit geval vermoedelijk Cornelis Johannes Henke.   
De halte Hoofdweg/Postjesweg van bus 15 en tram 17 staduitwaarts loopt door tot op de brug wat bij lijn 17 in de jaren vijftig niet het geval was omdat de halte kort kon zijn omdat met losse motorwagens werd gereden.   

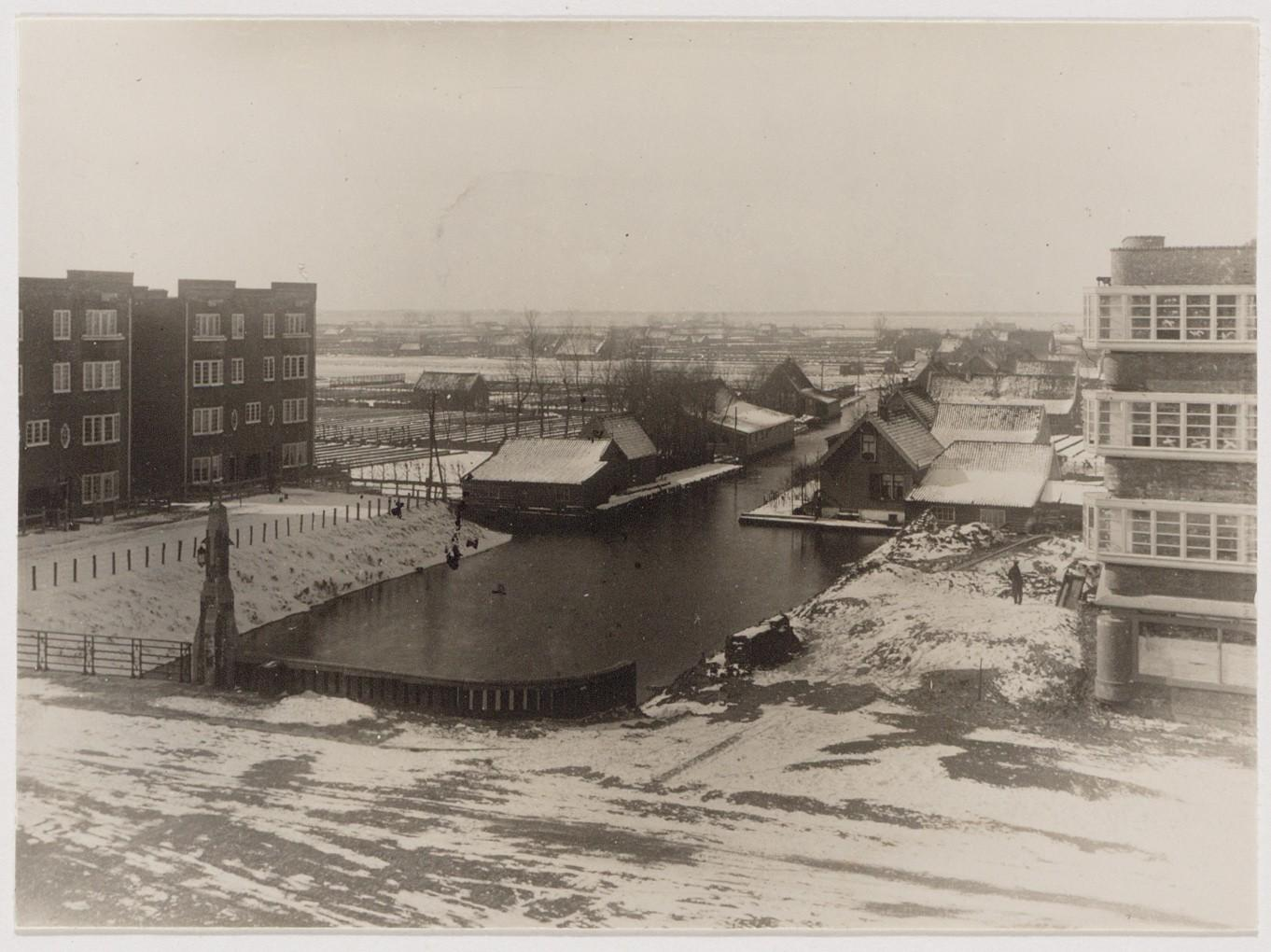
De brug eind jaren 20 met lantaarns, bijna aan de rand van de stad
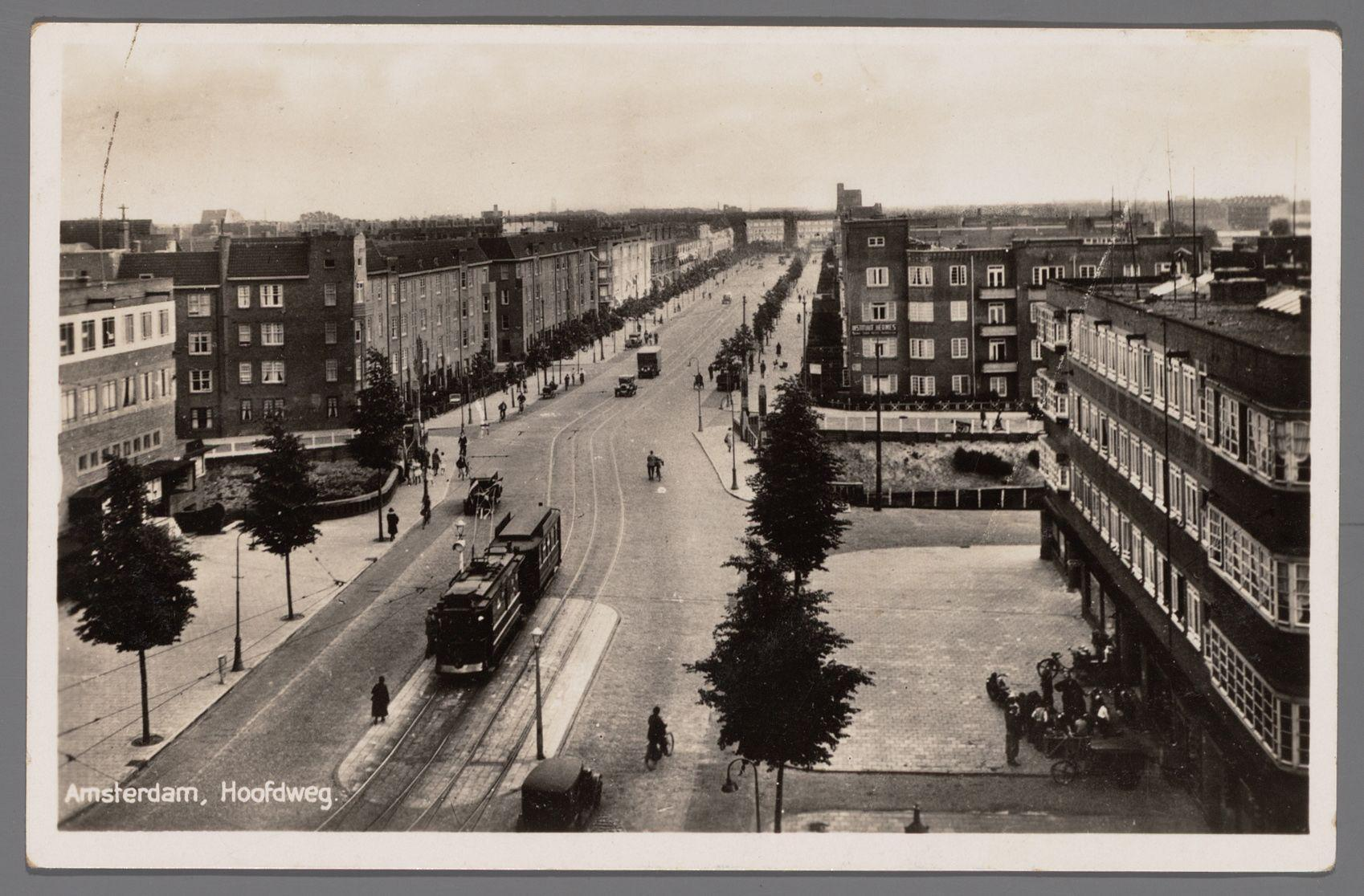
Brug 231 in de Hoofdweg (circa 1930)
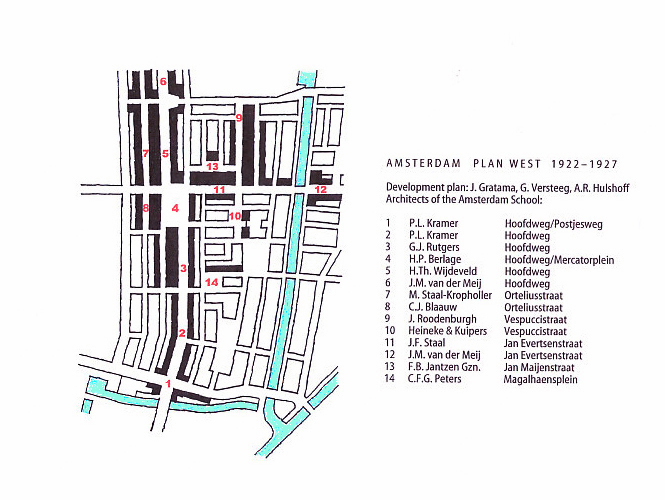
Plan West met nog te bouwen blokken, de brug is al ingetekend (onderaan)
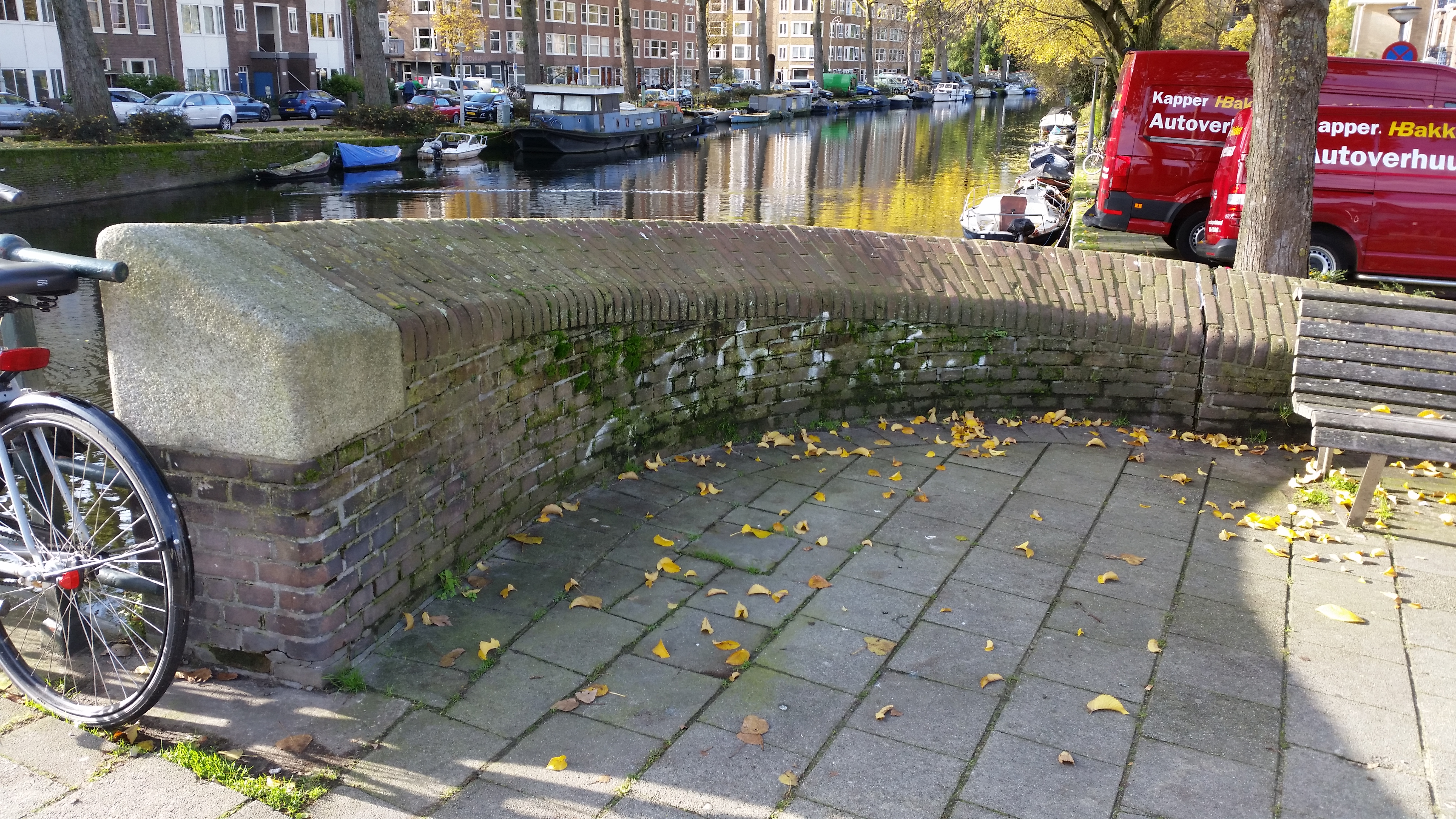
Nog een beetje Amsterdamse School (november 2019)

<<< · 200 · 201 · 202 · 203 · 204 · 205 · 206 · 207 · 208 · 209 ·  210 · 211 · 212 · 213 · 214 · 215 · 216 · 217 · 218 · 220 · 221 · 222 · 223 · 224 · 225 · 226 · 227 · 228 · 228P · 229 · 230 · 231 · 232 · 233 · 234 · 235 · 236 · 237 · 238 · 239 ·  240 · 241 · 242 · 243 · 244 · 245 · 246 · 247 · 248 · 249 ·  250 · 251 · 252 · 253 · 254 · 255 · 256 · 257 · 258 · 259 · 260 · 261 · 262 · 263 · 264 · 265 · 266 · 267 · 270 · 271 · 272 · 273 · 274 · 275 · 277 · 278 · 279 · 280 · 281 · 283 · 285 · 286 · 287 · 288 · 289 · 290 · 291 · 292 · 293 · 295 · 296 · 297 · 298 · 299 · >>>
Brugnummers 219, 268, 269, 276, 282, 284, 294 zijn niet (meer) in omloop.